# Bhutanitis lidderdalii
Bhutanitis lidderdalii is een vlinder uit de familie van de pages (Papilionidae). De wetenschappelijke naam van de soort is voor het eerst geldig gepubliceerd in 1873 door William Stephen Atkinson.

## Verspreiding en leefgebied
De soort komt voor in Noord-India, Bhutan, Myanmar, Nepal, Thailand, Vietnam en delen van China. De soort vliegt op hoogtes van 1500 tot 3000 meter in bosrijke gebieden.

## Kenmerken
De voorvleugels vallen in de vegetatie vrijwel niet op, maar bij verstoring laat de vlinder zijn felgekleurde vlekken op de achtervleugel zien, om de vijand te laten schrikken en zelf tijd te hebben om weg te vliegen.

## Waardplanten
De waardplanten zijn soorten van de pijpbloemfamilie (Aristolochiaceae).

## Bedreiging
Doordat de bomen in de Thaise wouden met grootschalige kap worden bedreigd, wordt deze vlinder daar met uitsterven bedreigd. In India is de vlinder wettelijk beschermd.